# Cicarelli
Barrio Cicarelli es una localidad argentina ubicada en el departamento Iriondo de la provincia de Santa Fe. Depende administrativamente de la comuna de Totoras, de cuyo casco urbano dista unos 15 km aloeste.
Cuenta con una escuela rural.

## Población
Cuenta con 28 habitantes (Indec, 2010), lo que representa un descenso del 28% frente a los 39 habitantes (Indec, 2001) del censo anterior.
| Gráfica de evolución demográfica de Cicarelli entre 1991 y 2010 |
|                                                                 |
| Fuente: Censos nacionales del INDEC                             |